# Vratislav Kulhánek
Vratislav Kulhánek (ur. 20 listopada 1943 w Pilźnie) – czeski przedsiębiorca, menedżer i polityk, w latach 1997–2004 prezes Škoda Auto, kandydat w wyborach prezydenckich w 2018.

## Życiorys
Absolwent Wyższej Szkole Ekonomicznej w Pradze (1966) oraz praskiej European Business School (1992). W latach 1968–1970 był członkiem Komunistycznej Partii Czechosłowacji. Pracował w działach finansowych i gospodarczych przedsiębiorstw sektora budowlanego. Od 1984 był zatrudniony w przedsiębiorstwie Motor Jikov, m.in. jako prezes zarządu. W latach 1992–1997 pełnił funkcję dyrektora wykonawczego spółki Robert Bosch w Czeskich Budziejowicach. Następnie do 2004 przewodniczył radzie dyrektorów w Škoda Auto. Później zasiadał we władzach spółki Akuma, a także zajął się działalnością doradczą.
Był prezesem zrzeszenia przemysłu motoryzacyjnego, a także wiceprezesem Konfederacji Przemysłu i Transportu Republiki Czeskiej. W latach 2004–2008 kierował Czeskim Związkiem Hokeja na Lodzie.
W 2017 zadeklarował start w wyborach prezydenckich przewidzianych na styczeń 2018. Otrzymał poparcie ze strony powołanego w 2016 Obywatelskiego Sojuszu Demokratycznego. Zarejestrowanie kandydatury umożliwiło mu zebranie podpisów 24 członków Izby Poselskiej. W pierwszej turze głosowania z 12 i 13 stycznia 2018 otrzymał 0,5% głosów, zajmując ostatnie miejsce wśród 9 kandydatów.